# Boys Don't Cry (musikalbum)
Boys Don't Cry, musikalbum av The Cure utgivet 1980. Albumet är producerat av Chris Parry.

## Låtlista
Alla låtar är skrivna och komponerade av The Cure (Robert Smith, Michael Dempsey och Lol Tolhurst). 
| 1.           | Boys Don't Cry               | 2:37  |
| 2.           | Plastic Passion              | 2:15  |
| 3.           | 10:15 Saturday Night         | 3:40  |
| 4.           | Accuracy                     | 2:16  |
| 5.           | Object                       | 3:03  |
| 6.           | Jumping Someone Else's Train | 2:58  |
| 7.           | Subway Song                  | 1:54  |
| Total längd: | Total längd:                 | 18:43 |

| 1.           | Killing an Arab      | 2:22  |
| 2.           | Fire in Cairo        | 3:21  |
| 3.           | Another Day          | 3:43  |
| 4.           | Grinding Halt        | 2:49  |
| 5.           | World War            | 2:36  |
| 6.           | Three Imaginary Boys | 3:14  |
| Total längd: | Total längd:         | 18:05 |

## Medverkande
- Robert Smith - Sång, gitarr
- Michael Dempsey - Bas, sång
- Lol Tolhurst - Trummor